# Tomaspis nolckeni
Tomaspis nolckeni is een halfvleugelig insect uit de familie schuimcicaden (Cercopidae). De wetenschappelijke naam van deze soort is voor het eerst geldig gepubliceerd in 1896 door Fowler.